# Flüelapass
Flüelapasset (2.383 m.o.h.) er et højt bjergpas i de schweiziske alper i kanton Graubünden. Vejen forbinder byerne Davos i Landwassertal med Susch i Nedre Engadin-dalen. Siden åbningen af Vereinatunnel i 1999 holdes vejen ikke længere åben på helårsbasis.
En NGO, Pro Flüela Verein, blev stiftet i 1990 med det formål at udvide åbningsperioden i sommermånederne. Den skaffer midler gennem medlemskontingent og tilskud fra kantonregeringen og lokale kommuner. Under passet går en 19,0 km lang togtunnel.

## Galleri
- Flüelapasset set fra Schwarzhorn[8]
- Vinter på Flüela
- Postvogn som hestevogn

## Historie
Et spydspids af bronze, som blev fundet på passet, taler for menneskelig færden på passet i forhistoriske tider. I byen Susch er romerske mønter blevet fundet. Vejen over passet blev bygget i 1866-67 og et hospice på passet i 1868-69. Den fremvoksende turisme øgede vigtigheden af passet, som den korteste forbindelse til dalen Nedre Engadin. Åbningen af jernbanen til Davos (1890) og Unterengadiner-linjen (1913) blev en stor konkurrent til vejen over passet. Flüelastrasse er stærkt lavineudsat.